# Calamagrostis affinis
Calamagrostis affinis là một loài thực vật có hoa trong họ Hòa thảo. Loài này được (M.Gray) Govaerts mô tả khoa học đầu tiên năm 1999.